# Ampheraster hyperonchus
Ampheraster hyperonchus is een zeester uit de familie Pedicellasteridae.
De wetenschappelijke naam van de soort werd in 1913 gepubliceerd door Hubert Lyman Clark.